# Platytarus faminii
Platytarus faminii es una especie de escarabajo de la familia Carabidae.

## Distribución geográfica
Se distribuye por el paleártico: centro y sur de Europa, norte de África, este de las islas Canarias y mitad occidental de Asia.